# La vida electrizante de Louis Wain

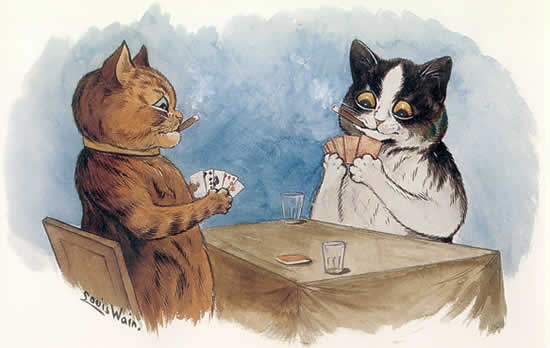
Cats playing poker, una de las obras de Louis Wain

La vida electrizante de Louis Wain (en inglés: The Electrical Life of Louis Wain) es una película de comedia dramática biográfica británica de 2021 dirigida por Will Sharpe, basada de una historia de Simon Stephenson y con guion a cargo de ambos. La película está protagonizada por Benedict Cumberbatch (como el excéntrico artista Louis Wain), Claire Foy, Andrea Riseborough y Toby Jones.
La vida electrizante de Louis Wain tuvo su lanzamiento mundial en el 48.º Festival de Cine de Telluride el 2 de septiembre de 2021, tuvo un estreno limitado el 22 de octubre de 2021 y fue presentado en los Estados Unidos en Prime Video el 5 de noviembre de 2021. Fue lanzada en el Reino Unido el 1 de enero de 2022 por StudioCanal.

## Sinopsis
En 1881, 18 meses después de la muerte de su padre, Louis Wain, el único varón y el mayor de la familia Wain, se convierte en el principal sostén de la familia. Mantiene a cinco hermanas y a su madre trabajando a tiempo parcial como ilustrador para The Illustrated London News bajo la dirección del editor Sir William Ingram. Ingram le ofrece un trabajo de tiempo completo, pero Wain se niega para intentar componer música y escribir obras de teatro, con lo que espera mantener a la familia, pero no tiene éxito.
Louis contrata a Emily Richardson para que sea la nueva institutriz de sus hermanas. Los dos se sienten instantáneamente atraídos el uno por el otro, para consternación de la hermana mayor, Caroline. Louis decide tomar el puesto de tiempo completo para mantener a Emily como institutriz. Una noche, Louis lleva a la familia y a Emily al teatro para ver La tempestad como una obra educativa. Ella consuela a Louis en el baño de hombres después de que él tiene una pesadilla recurrente en la que se ahoga durante la actuación, pero sin darse cuenta provoca un escándalo cuando la entrometida vecina, la señora DuFrane, le cuenta a la gente sobre el incidente. Avergonzada, Caroline la despide esa noche. Antes de que ella pueda irse, Louis le declara su amor y comienzan un noviazgo.
En 1884, la pareja se casa, lo que provoca otro escándalo en la familia Wain por ser ella 10 años mayor que él; y su estatus social como institutriz que se considera de clase baja. Se mudan a una casa en Hampstead, pero, meses después, a Emily le diagnostican cáncer de mama. Mientras caminan por el campo, acogen a un gatito callejero al que llaman Peter, para aliviar el dolor del cáncer de Emily. La práctica de tener un gato como mascota era inusual en la época victoriana. Louis comienza a pintar imágenes realistas de Peter, pero las pinturas se vuelven más inusuales a medida que la condición de Emily empeora. Hace que los gatos sean más antropomórficos, con ellos participando en el comportamiento humano.
Después de mostrarle a Emily su trabajo, ella lo anima a mostrárselos a Sir William, quien usa los dibujos en dos páginas de la edición de Navidad. Aunque la edición se convierte en un éxito, Emily muere meses después. Louis comienza a dibujar más imágenes de gatos para hacer frente a la pérdida del amor de su vida, creando sociedades de gatos completas, pero también comienza a mostrar el desapego de Wain de la realidad.
En 1891, las imágenes de gatos de Wain se volvieron enormemente populares. Aparecen en postales, tarjetas de felicitación y otros materiales impresos. Wain también envía algunos de sus dibujos al exterior. Los dibujos cambian la percepción que la gente tiene de los gatos, haciéndolos aceptables como mascotas domésticas. Organiza eventos con temas de gatos y es nombrado presidente de The National Cat Society. A pesar de la popularidad de su trabajo, la familia sigue endeudada. Wain no registra los derechos de autor de su trabajo, por lo que no puede beneficiarse de ninguna reproducción del arte. Para empeorar las cosas, Marie, la más joven, comienza a mostrar signos de enfermedad mental. La deuda hace que la familia sea desalojada de la casa de Hampstead, yendo a vivir a una propiedad de Sir William.
Luego, Marie es metida en un manicomio y el gato Peter muere, lo que hace que la salud mental de Wain se deteriore. En un viaje a Nueva York, se entera de que su madre y Marie han muerto de gripe. También muere por la gota Sir William. La familia es desalojada y se muda a un piso más pequeño en Londres. Louis continúa trabajando cuando Gran Bretaña entra en la Primera Guerra Mundial. Al caer en coma luego de un accidente, tiene una visión de 1999, con juguetes para gatos con temas futuristas, y empiezan a fabricarlos, con la esperanza de poder salir de la ruinan. Por desgracia, sus esperanzas se desvanecen cuando un submarino alemán hunde el barco que transportaba los juguetes.
En 1917 fallece Carolina. Las pérdidas de Emily, su madre, Marie, Peter, Sir William y Caroline hacen que Louis sufra una serie de crisis nerviosas violentas. En 1924, sus hermanas se ven obligadas a internarlo en el Hospital Psiquiátrico de Springfield en Tooting. Dan Rider, después de un encuentro en el pasado, lo reconoce y, tras hablar con Louis, comienza una campaña, junto con las tres hermanas restantes de Wain (que nunca se casaron) para recaudar dinero que colocará a Louis en mejores instalaciones que le permitirán tener un gato como mascota.
La campaña obtiene una respuesta enorme, ya que contribuyen miles de admiradores del arte de Wain. El autor H. G. Wells, también fanático del trabajo de Louis, junto con otras figuras británicas prominentes, ayudan con el esfuerzo. Después de recaudar el dinero necesario. Louis es transferido al Bethlem Royal Hospital en Southwark, donde tiene un gato de compañía. En 1930, es admitido en el Hospital Napsbury de St. Albans. Luego de un tiempo, fallece, encontrándose nuevamente con Emily, tal como ella había dicho.

## Reparto
- Benedict Cumberbatch como Louis Wain;
  - Jimmy Winch como Louis Wain de joven;
- Claire Foy como Emily Richardson-Wain;
- Andrea Riseborough como Caroline Wain;
- Toby Jones como Sir William Ingram;
- Sharon Rooney como Josephine Wain;
- Aimee Lou Wood como Claire Wain;[2]
  - Cassia McCarthy como Claire Wain de joven;
- Hayley Squires como Marie Wain;
  - Anya McKenna-Bruce como Marie Wain de joven;
- Stacy Martin como Felicie Wain;
  - Indica Watson como Felicie Wain de joven;
- Phoebe Nicholls como la señora Wain;
- Adeel Akhtar como Dan Rider;
- Asim Chaudhry como Herbert Railton;
- Julian Barratt como el doctor Elphick;
- Dorothy Atkinson como la señora DuFrayne;
- Sophia Di Martino como Judith;
- Daniel Rigby como Bendigo;
- Olivier Richters como el boxeador oficial;
- Olivia Colman como la narradora;[3]
- Taika Waititi como Max Kase;[3]
- Nick Cave como H. G. Wells;[3]
- Richard Ayoade como Henry Wood;
- Jamie Demetriou como Richard Caton Woodville Jr..[4]

## Producción
El guion original de Simon Stephenson fue seleccionado para la lista británica de los mejores guiones no producidos del Reino Unido en 2014.
La película fue anunciada en julio de 2019, con el elenco compuesto por Benedict Cumberbatch, Claire Foy, Andrea Riseborough y Toby Jones. La misma sería coescrita y dirigida por Will Sharpe, y el rodaje comenzaría el 10 de agosto en Londres. En agosto de 2019, Aimee Lou Wood, Hayley Squires, Stacy Martin, Julian Barratt, Sharon Rooney, Adeel Akhtar y Asim Chaudhry se unieron al elenco de la película.

## Lanzamiento
La película se estrenó en el Festival de Cine de Telluride el 2 de septiembre de 2021, seguida de una proyección en el Festival Internacional de Cine de Toronto de 2021 ese mismo mes. Comenzó su lanzamiento limitado el 22 de octubre de 2021. Fue lanzada en Prime Video el 5 de noviembre de 2021.

## Recepción
En el sitio web del agregador de reseñas Rotten Tomatoes, el 70% de las 122 reseñas de los críticos son positivas, con una calificación promedio de 6,5/10. El consenso del sitio web dice: «Incitada por un par de protagonistas bien emparejados, La vida electrizante de Louis Wain honra a su tema de la vida real al agregar una pizca de fantasía a la fórmula estándar de la película biográfica.» Metacritic, que utiliza un promedio ponderado, asignó a la película una puntuación de 62 sobre 100 basada en 30 críticos, lo que indica «críticas generalmente favorables».

## Premios
II edición del Saraqusta Film Festival
| Categoría                                      | Candidato                                      | Resultado |
| ---------------------------------------------- | ---------------------------------------------- | --------- |
| Dragón de Oro al mejor largometraje de ficción | Dragón de Oro al mejor largometraje de ficción | Ganador   |
| Dragón de Plata al mejor guion                 | Simon Stephenson Will Sharpe                   | Ganadores |
| Dragón de Plata al mejor actor                 | Benedict Cumberbatch                           | Ganador   |
| Premio del Jurado Joven                        | Premio del Jurado Joven                        | Ganador   |